# Jenins
Jenins (rätoromanska Gianin) är en ort och kommun i regionen Landquart i kantonen Graubünden, Schweiz. Kommunen har 948 invånare (2023).
Kommunen ligger strax öster om den lilla staden Maienfeld i landskapet Bündner Herrschaft i kantonens nordligaste del, på floden Rhens högra sida.  

## Språk
Det rätoromanska språket trängdes undan av tyska från 1300- till 1500-talet genom inflyttning från lägre belägna delar av Rhendalen och området runt Bodensjön. 

## Religion
Jenins reformerades 1540.

## Näringar
Vinodling har sedan länge utgjort en väsentlig del av det lokala näringslivet, vilket avspeglas i kommunvapnet. En stor del av de förvärvsarbetande pendlar ut, främst till Landquart och Chur.